# Luchthaven van Wellington
Wellington Airport is een luchthaven op het Noordereiland van Nieuw-Zeeland. Het vliegveld ligt 5,5 kilometer ten zuidoosten van de hoofdstad van Nieuw-Zeeland, Wellington. De luchthaven is de op een na grootste luchthaven Nieuw-Zeeland, achter Auckland en Christchurch. Het is tevens een hub voor Air New Zealand. De luchthaven heeft een groot nationaal netwerk, maar ook veel bestemmingen in Australië. 

## Geschiedenis
De luchthaven werd opgericht in 1929 onder de naam "Rongotai Airport". De landingsbaan was toen van gras. Wegens veiligheidsredenen werd de luchthaven in 1947 gesloten. Paraparaumu Airport, dicht bij Wellington, werd toen de luchthaven. De huidige luchthaven werd heropend in 1959 na langdurig onderhoud. De landingsbaan was inmiddels uitgebreid, zodat er grotere vliegtuigen op zouden kunnen landen. 
Om uit te breiden kocht de luchthaven in 1994 grond over van de Miramar Golf club in de buurt. Er was verder geen ruimte voor uitbreiding, en andere luchthavens in de buurt waren ook geen optie. 
Jetstar begon in december 2014 de eerste internationale route naar Gold Coast. In 2015 begon een vaste lijndienst naar Fiji. 
In januari 2016 werd aangekondigd dat er een lijndienst zou komen naar Singapore. Deze zou uitgevoerd worden door Singapore Airlines met een tussenstop in Canberra. Vanaf april zou de vlucht niet meer via Canberra gaan, maar voortaan zal Singapore Airlines een tussenstop maken in Melbourne. De vluchten worden uitgevoerd door een Boeing 777-200.

## Terminal
De luchthaven bestaat uit één terminal. De luchthaven heeft drie pieren. Er zijn twee lounges op de luchthaven, waarvan er een in 2017 is gerenoveerd. Er zijn standplaatsen voor Turbopropellers, zonder aviobruggen, maar er zijn ook gates met deze aviobruggen.

## Bestemmingen en luchtvaartmaatschappijen
De luchthaven is een hub voor Air New Zealand. Zij voeren vluchten uit naar Australië, Fiji en andere delen van Nieuw-Zeeland. Hun dochtermaatschappij Air New Zealand Link vliegt alleen binnen Nieuw-Zeeland. Singapore Airlines vliegt naar Singapore via Melbourne, en Fiji Airways vliegt naar Nadi in Fiji. Ook Jetstar vliegt van en naar Nieuw-Zeeland en Australië.